# Thysanopsetta
Thysanopsetta is een monotypisch geslacht van straalvinnige vissen uit de familie van schijnbotten (Paralichthyidae).

## Soort
- Thysanopsetta naresi Günther, 1880